# Therippia triloba
Therippia triloba är en skalbaggsart som först beskrevs av Francis Polkinghorne Pascoe 1859.  Therippia triloba ingår i släktet Therippia och familjen långhorningar.
Artens utbredningsområde är Sri Lanka. Inga underarter finns listade i Catalogue of Life.